# Seznam britanskih smučarskih tekačev
Seznam britanskih smučarskih tekačev.

## C
- James Clugnet

## H
- Fiona Hughes

## M
- Andrew Musgrave
- Rosamund Musgrave

## S
- Callum Smith

## T
- Annika Taylor

## Y
- Andrew Young